# Judita Schweinfurtska
Judita Schweinfurtska (češko Jitka (Judita) ze Schweinfurtu ali Jitka ze Svinibrodu) je bila žena češkega vojvode Břetislava I. in češka vojvodinja, * pred 1003, Nordgau (?), † 2. avgust 1058, Ogrska.
Judita je pred poroko živela v samostanu, kot je bilo takrat značilno za plemiške in kraljeve hčere. Břetislav jo je od tam ugrabil.

## Družina
Juditina starša sta bila Henrik Schweinfurtski, mejni grof bavarskega Nordgaua, in njegove žene Gerberga Henneberške. Mejni grof Henrik in njegov oče Berthold sta bila morda potomca bavarskega vojvode Arnulfa in povezana z dinastijo Luitpolding. Bertholdov brat (ali nečak), mejni grof Leopold I. Avstrijski, je postal prednik mlajše rodbine Babenberžanov. Vzgojena je bila v nunskem samostanu, ki ga je njena družina ustanovila v Schweinfurtu.

## Břetislav in Judita
Po pripovedovanju Františka Palackega je mladi češki knez Břetislav, sin češkega vojvode Oldřicha iz dinastije Přemyslidov, leta 1029 na poti na dvor cesarja Konrada II. šel skozi Schweinfurt, kjer je srečal Judito in se vanjo takoj zaljubil.
Vojvoda Oldřich je pred tem sklenil zavezništvo z nemškim kraljem Henrikom II., da bi odstavil svoja starejša brata Boleslava III. in Jaromirja. Uspelo mu je tudi ponovno osvojiti velika moravska ozemlja, ki jih je leta 1019 zasedel poljski vojvoda Boleslav I. Hrabri. Oldřich zato ni imel nič proti sinovi poroki z Judito, ki bi potrdila dobre odnose z nemškim plemstvom.
Lepa Judita je bila torej zaželena nevesta, težava pa je bila v tem, da je bil Břetislav Oldřichov sin iz očetove izvenzakonske zveze s kmečko hčerko Boženo. Juditini sorodniki so bili zelo ponosni na svoje plemiško poreklo in so poskušali preprečiti  Břetislavovo poroko z visokorojeno Judito. Mladenič je težavo rešil na svoj način, tako da jo je ugrabil iz samostana. Za svoje dejanje ni bil nikoli kaznovan.  
Z Judito sta se naselila v Olomucu na Moravskem in se kasneje poročila. Njun prvi sin Spytihněv je bil rojen po skoraj desetih letih, kar je vodilo do domneve, da se je ugrabitev zgodila leta 1029. Judita je pred prvim sinon  morda rodila nekaj hčera.

## Izgnanstvo na Ogrskem
Po Břetislavovi smrti leta 1055 je sin Spytihněv iz Češke izgnal mnogo Nemcev, med njimi tudi mater Judito. Judita je z mlajšim sinom Vratislavom odšla na Ogrsko, kjer se verjetno  poročila z leta 1046 odstavljenim kraljem Petrom Orseolom. Umrla je leta 1058. Njeni posmrtni ostanki so bili kasneje prenešeni v praško stolnico sv. Vida.

## Zapuščina
Poroka Břetislava in Judite je bila ovekovečena v gledališki igri Břetislav, imenovani tudi Břetislav in Jitka, ki jo je leta 1614 napisal češki pisatelj Jan Campanus Vodňanský (1572–1622). Predstava je bila nato prepovedana, ker je veljala za škodljivo ugledu čeških monarhov. 
Po legendi je Judita med ugrabitvijo izgubila čevelj, ko je Břetislavov konj pridirjal iz samostana. To mesto od 19. stoletja označuje zidana niša s kamnitim čevljem.

## Vira
- Barbara Krzemienska. Břetislav I. - Čechy a střední Evropa v prvé polovině XI. století. Praga: Garamond, 1999.
- Josef Žemlička. Čechy v době knížecí 1044–1198. Praga: NLN, 2002. str. 660. ISBN 80-7106-196-4.

| Judita Schweinfurtska Rodbina SchweinfurtRojen: ok. 1003 Umrl: 2. avgust 1058 |                                 |                          |
| Predhodnik: Božena ? confirmed: Ema Mělniška                                  | Češka vojvodinja žena 1034–1055 | Naslednik: Ida Wettinska |